# Maladie de Bang
Pour les articles homonymes, voir Bang.
 Mise en garde médicale
La maladie de Bang, appelée aussi fièvre ondulante de Bang, est une mélitococcie d'origine bovine (Brucella abortus bovis) se communiquant parfois à l'homme. 
Chez celui-ci, la symptomatologie est la même que celle de la brucellose.

Son nom est dû au vétérinaire danois Bernhard Lauritz Frederik Bang qui découvrit Brucella abortus bovis en 1897 auquel fut donné le nom de « bacille de Bang ». Non seulement Bang isola le bacille mais montra son implication dans l'avortement infectieux chez les bovins.
Cette maladie pourrait être la responsable de l'épidémie à Thèbes (430-429 av. J.-C.), décrite dans Œdipe roi de Sophocle.